# Van Halen
Van Halen a fost o formație americană de rock, înființată în 1974, de cei doi fraţi Van Halen: chitaristul Eddie Van Halen, și bateristul Alex Van Halen. Albumul lor de  debut, Van Halen (1978), i-a plasat printre liderii scenei hard rock din SUA, iar din 1978 până în 1998, grupul a lansat unsprezece albume de studio, fiecare din acestea intrând direct în Top 20 al clasamentului muzical Billboard 200, numărul total de albume vândute în întreaga lume fiind de peste 75 milioane. 
Van Halen a obținut mai multe nominalizări la premiile Grammy precum și distincția în cartea recordurilor Guinness pentru cele mai multe hituri la numărul 1 de pe Lista de Mainstream Rock a revistei Billboard.  Conform datelor furnizate de Asociația Industriei de Înregistrări din America (Recording Industry Association of America - RIAA), Van Halen ocupă locul 19 pe lista celor mai bine vânduți artiști ai tuturor timpurilor (având peste 56 milioane de albume vândute numai în SUA) și este unul din doar cinci grupuri de rock care au avut două albume cu peste 10 milioane de copii vândute în SUA.  Atât grupul cât și cei mai longevivi membri au fost incluși în Rock and Roll Hall of Fame la data de 12 martie 2007.
Pe lângă admirația pentru contribuțiile artistice, succesul comercial și popularitatea imensă, grupul a fost celebru pentru dramele legate de postul de solist vocal. Deși instrumentiștii de bază au rămas aceiași (Eddie Van Halen la chitară, Alex Van Halen la tobe și, până în 2006,  Michael Anthony la chitară bas), grupul a înregistrat albume de studio cu trei soliști diferiți: David Lee Roth, Sammy Hagar și Gary Cherone. Fiecare din aceștia a părăsit formația (cel puțin dată) în circumstanțe tulburi. În 2006 Michael Anthony a fost înlocuit de Wolfgang Van Halen, fiul lui Eddie.
În urma turneului din 2004, grupul a luat o pauză până în septembrie 2006, iar de atunci statutul grupului a fost discutat de membri de mai multe ori, deși detaliile știute sunt vagi. În afară de trei melodii noi din 2004, formația nu a lansat nimic nou de la albumul Van Halen III din 1998.

## Membrii formației
Membri actuali
- David Lee Roth – vocal (1974–1985, 1996, 2006–prezent)
- Eddie Van Halen – chitară, clape, back vocal (1972–2020)
- Alex Van Halen – baterie (1972–prezent)

Foști membri
- Mark Stone – bas, back vocal (1972–1974)
- Michael Anthony – bas, back vocal (1974–2006)
- Sammy Hagar – vocal, chitară ritmică (1985–1996, 2003–2005)
- Gary Cherone – vocal (1996–1999)

## Discografie
Albume de studio
- Van Halen (1978)
- Van Halen II (1979)
- Women and Children First (1980)
- Fair Warning (1981)
- Diver Down (1982)
- 1984 (1984)
- 5150 (1986)
- OU812 (1988)
- For Unlawful Carnal Knowledge (1991)
- Balance (1995)
- Van Halen III (1998)
- A Different Kind of Truth (2012)